# 2526 Alisary
2526 Alisary eller 1979 KX är en asteroid i huvudbältet som upptäcktes den 19 maj 1979 av den danske astronomen Richard West vid La Silla-observatoriet. Den är uppkallad efter upptäckarens föräldrar Alice Benedicta West och Harry Richard West.
Asteroiden har en diameter på ungefär 15 kilometer.